# تخميد

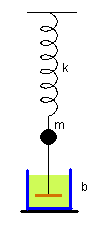
تضامّ من زُنبورك ومخمـّد

المضاءلة أو التخميد هو أي تأثير، ناتج عن تغيير خارجي أو موجود متأصل في نظام معين، يعمل على تقليل سعة الذبذبات، وفي الإلكترونيات يقال تخميد مطال التردد حيث يُقاس مطال التردد بالفولت أو بالأمبير.
في الرياضيات التطبيقية، التخميد نموذج رياضي كقوة بسعة تتناسب مع سرعة الجسم ولكن في عكس اتجاهها.
وفي آلات العزف الوترية مثل الجيتار والقيثارة والجيتار المعدني، التخميد يعنى إسكات صوت الوتر بعد صدور الصوت منه، بالضغط عليه بقاعدة الريشة أو بأي من أصابع اليد الموجودة على واحد أو أكثر من الأوتار الأخرى.
ويكون النظام المثالي لنظام كتلة-زُنبورك-مخمـّد له كتلة {\displaystyle {\mathcal {}}[m]=1kg}، ثابت الياي {\displaystyle [k]=1{\frac {N}{m}}}، وثابت المخمـّد {\displaystyle [b]=1{\frac {Ns}{m}}}،
و هنا تأتي المساواة {\displaystyle {\Bigg [}{\frac {k}{m}}{\Bigg ]}=1{\frac {1}{s^{2}}}=1s^{-2}} من أجل ما سبق التي تؤدّي إلى {\displaystyle {\frac {k}{m}}=\omega _{0}^{2}} ، وهذا سيلعب دور في الحسابات التالية تحت.
يمكن وصف حركة النظام بالمعادلة الآتية :
{\displaystyle {\begin{matrix}F_{spring}&=&-kx\\F_{damper}\ &=&-b{\dot {x}}=-b{\frac {dx}{dt}}\\\Sigma \ F\ &=&m{\ddot {x}}=m{\frac {d^{2}x}{dt^{t}}}\end{matrix}}}
حيث {\displaystyle {\mathcal {}}x} هي إزاحة مركز الكتلة في أي زمن {\displaystyle {\mathcal {}}t}. ويمكن دمج هذه المعادلة إلى:
{\displaystyle m{\ddot {x}}+b{\dot {x}}+kx=0}
وهذه معادلة تفاضلية من الدرجة الثانية في {\displaystyle {\mathcal {}}t}. ويمكن حلها بفرض {\displaystyle {\mathcal {}}x=e^{\gamma t}}، وعندئذ نحصل على المعادلة المميــّـزة:
{\displaystyle {\mathcal {}}m\gamma ^{2}+b\gamma +k=0}
والتي يمكن حلها إلى:
{\displaystyle \gamma _{1,2}={\frac {-b\pm {\sqrt {b^{2}-4mk}}}{2m}}=-{\frac {b}{2m}}\pm {\sqrt {{\Bigg (}{\frac {b}{2m}}{\Bigg )}^{2}-\omega _{0}^{2}}}}
و على هذا الأساس يـُـكتسـَـب الحل العام للمعادلة التفاضلية نحو

توقـــّـف النظام على قيمة نسبة التخميد ζ والقضايا المتعلـّـقة بها.
Dependence of the system behavior on the value of the
damping ratio ζ, for under-damped, critically-damped, over-damped, and undamped cases, for zero-velocity initial condition.

{\displaystyle x(t)=C_{1}e^{\gamma _{1}t}+C_{2}e^{\gamma _{2}t}}
عندما {\displaystyle {\mathcal {}}C_{1}} و{\displaystyle {\mathcal {}}C_{2}} يـُـحسبان من شروط القيم البدائية.
تصرّف النظام الميكانيكي بالإحالة إلى الاِهتزاز هو تابع لوضع التعبير تحت رمز الجذر، أي إن كان موجب أو سالب أو يساوي صفر. فعندما يكون {\displaystyle {\mathcal {}}{\Bigg (}{\frac {b}{2m}}{\Bigg )}^{2}-\omega _{0}^{2}=0} تكون {\displaystyle {\mathcal {}}\gamma } حقيقية وتوفــّـر حل واحد للمعادلة التفاضلية فقط، ويتصف النظام بتخميد حرج الذي ينبغي أن يـُـسمـّـى {\displaystyle {\mathcal {}}b_{crit}}. من أجل ذلك تأتي المساواة
{\displaystyle {\frac {b_{crit}}{2m}}-\omega _{0}=0}
و تلك تؤدّي إلى {\displaystyle b_{crit}=2m\omega _{0}=2{\sqrt {km}}}.
و {\displaystyle {\frac {b}{2m}}={\frac {b}{b_{crit}}}\cdot {\frac {b_{crit}}{2m}}={\frac {b}{b_{crit}}}\omega _{0}=\zeta \omega _{0}} يؤدّي إلى انعزال ما هو في داخل السابق :
{\displaystyle \zeta =b/b_{crit}=b/(2{\sqrt {km}})} وفيها تعتبر {\displaystyle {\mathcal {}}\zeta } كمية لا بعدية وهي نسبة التخميد.
و إدخال السابق في حلول المعادلة المميــّـزة يؤدّي إلى :
{\displaystyle \gamma _{1,2}=\omega _{0}(-\zeta \pm {\sqrt {\zeta ^{2}-1}})}
وهنا يجب التفريق إلى قضايا عدّة :
- قضية {\displaystyle {\mathcal {}}\zeta <1} :

{\displaystyle {\sqrt {-1}}=j} يعطي {\displaystyle \gamma _{1,2}=\omega _{0}(-\zeta \pm j{\sqrt {1-\zeta ^{2}}})}
إدخال ذلك في الحل العام من المعادلة التفاضلية يعطي
{\displaystyle x(t)=e^{-\zeta \omega _{0}t}(C_{1}e^{j{\sqrt {1-\zeta ^{2}}}\omega _{0}t}+C_{2}e^{-j{\sqrt {1-\zeta ^{2}}}\omega _{0}t})}
مع الصيغات {\displaystyle e^{\pm j\alpha }=cos\alpha \pm jsin\alpha }
و {\displaystyle \omega _{0}{\sqrt {1-\zeta ^{2}}}=\omega _{d}} يــُـكتـســَـب
{\displaystyle x(t)=e^{-\zeta \omega _{0}t}(Asin\omega _{d}t+Bcos\omega _{d}t)}
و شروط القيم البدائية {\displaystyle {\mathcal {}}x(0)=x_{0}} وأيضاً {\displaystyle {\dot {x}}(0)={\dot {x}}_{0}} تؤدّي إلى :
{\displaystyle x(t)=e^{-\zeta \omega _{0}t}{\Bigg (}x_{0}cos\omega _{d}t+{\frac {{\dot {x}}_{0}+\zeta \omega _{0}x_{0}}{\omega _{d}}}sin\omega _{d}t{\Bigg )}}
- قضية {\displaystyle {\mathcal {}}\zeta =1} :

هذا الوضع يعطي جذر واحد فقط، وهو {\displaystyle {\mathcal {}}\gamma =-\zeta \omega _{0}=-\omega _{0}} ، ولذلك دالـّـة المحاولة (trial function)
{\displaystyle {\mathcal {}}x_{1}(t)=e^{\gamma t}=e^{-\omega _{0}t}} لا تكفي لتحل ّ المعادلة التفاضلية ؛ وإضافة دالـّـة محاولية ثانية من نوع {\displaystyle x_{2}(t)=te^{-\omega _{0}t}} تساعد في وضع مثل هذا ؛ ومع {\displaystyle {\mathcal {}}b=b_{crit}=2m\omega _{0}} تنجز المعادلة التفاضلية التي تتــّـخذ الشكل
{\displaystyle {\ddot {x}}+2\omega _{0}{\dot {x}}+\omega _{0}^{2}x=0}
إذاً الدالـّـة المحاولية الكاملة تأتي بالشكل {\displaystyle x(t)=C_{1}e^{-\omega _{0}t}+C_{2}te^{-\omega _{0}t}}
و إدخال شروط القيم البدائية {\displaystyle {\mathcal {}}x(0)=x_{0}} وأيضاً {\displaystyle {\dot {x}}(0)={\dot {x}}_{0}} تؤدّي إلى :
{\displaystyle {\mathcal {}}C_{1}=x_{0}} وأيضاً {\displaystyle C_{2}={\dot {x}}_{0}+x_{0}\omega _{0}}
{\displaystyle x(t)=[x_{0}+({\dot {x}}_{0}+\omega _{0}x_{0})t]e^{-\omega _{0}t}}
يوصل التخميد إلى شدّة هنا حتي يبدأ بقهر التذبذب بشكل كامل.
- قضية {\displaystyle {\mathcal {}}\zeta >1} :

{\displaystyle {\mathcal {}}\gamma _{1}} و{\displaystyle {\mathcal {}}\gamma _{2}} يمثــّـلان قيم سالبة وحقيقية مع {\displaystyle {\mathcal {}}|\gamma _{1}|<\omega _{0}} وأيضاً {\displaystyle {\mathcal {}}|\gamma _{2}|>\omega _{0}} ؛ وهذا يعبـّـر عن تخميد شديد، وهو أقوى من تخميد القضية السابقة ؛ ولا يسمح بظهور التذبذب.

## التخميد في الإلكترونيات
عندما نسمع الراديو ويكون عالي الصوت نلجأ إلى مفتاح تخفيض الصوت ونديره حتي نصل إلى مستوي الصوت المرغوب فيه. والمفتاح متصل بمقاومة متغيرة في دائرة الراديو الكهربية. وبتغيير تلك المقاومة يتغير الجهد الواقع عليها وبذلك يصدر الصوت بالشدة التي نرغبها. وتتميز الدائرة الكهربية بما يسمى معامل التخميد.